# 鲍绍坤
鲍绍坤（1950年1月—），男，汉族，湖北汉川人，中华人民共和国政治人物，第十一届全国人民代表大会福建地区代表。

## 生平
毕业于中央党校领导干部函授班政治经济专业。2008年，担任全国人大内务司法委员会委员，中央政法委副秘书长。